# 宝塚バウホール

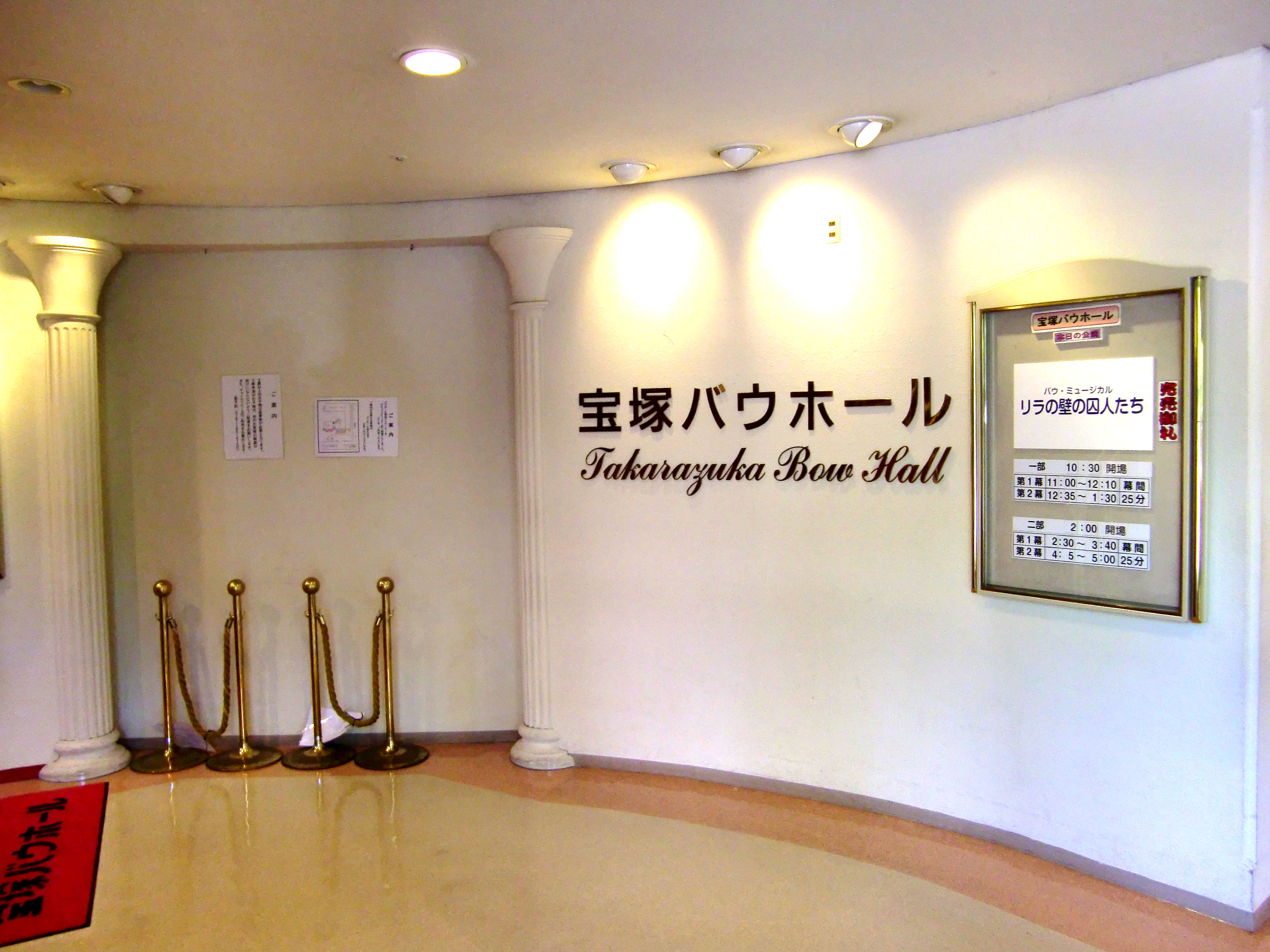
入り口

宝塚バウホール （たからづかバウホール）は、兵庫県宝塚市栄町にある劇場。阪急電鉄が運営し、宝塚歌劇団が小規模の公演を行っている。座席数は526席。

## 概要
1978年3月18日に竣工、同年4月1日に開場。こけら落とし公演は『ホフマン物語』。バウ（bow:船首の意）という名称には「時代の先端を行く作品を作り出していきたい」という思いが込められている。
大劇場より規模が小さいため、各組の選抜メンバーによって作品が上演される。その主演には若手スターが起用されることが多い。そのため、バウホールでの主演は若手スターの登竜門の役割も担っている。演出家もバウホール作品でデビューしなければ、本公演でデビューすることはできないので、演出家にとっても登竜門である。
実験的な公演も試みることができ、複数名が主演するものや、一人芝居、ワークショップ、エンカレッジコンサート、リサイタルなど公演内容はバラエティに富んでいる。娘役が主演する場合もある。以前は、バウホール作品でも新人公演が行われたこともあった。
ステージは、プロセニアム形式。寸法は間口16メートル、奥行き14メートル、高さ6.9メートル。
迫りや廻り舞台のような大掛かりな舞台機構は無いが、舞台面に設置された3本のレールを使用して場面転換を行う。
オーケストラピットはなく、録音もしくは、小編成のピックアップメンバーによる　生演奏を舞台上にて行うこともある。
宝塚音楽学校の卒業公演もバウホールが使用される他、公演がない時には、貸ホールとして一般にも開放している。

## 関連商品
- 「BOW VOVAGE 20 〜宝塚バウホール20周年CD〜」（宝塚クリエイティブアーツ、1998年2月21日発売）